# Superpng
Superpng es un plugin gratuito para Adobe Photoshop y Adobe After Effects, tanto para Mac OS X como para Windows, que permite la optimización de ficheros PNG. Para ello elimina información extra prescindible ("chunks"), como los valores de corrección gamma entre otros. 
Con esto además se consigue corregir el problema de Internet Explorer 6 e inferiores al mostrar un PNG, ya que estas versiones del navegador no aplica correctamente los valores de corrección gamma con este formato de imagen y los colores aparecen distorsionados.